# Dichorisandra ulei
Dichorisandra ulei är en himmelsblomsväxtart som beskrevs av James Francis Macbride. Dichorisandra ulei ingår i släktet Dichorisandra och familjen himmelsblomsväxter. Inga underarter finns listade.